# Aéroport de Saint-Barthélemy-Rémy-de-Haenen
 (avril 2018).
Si vous disposez d'ouvrages ou d'articles de référence ou si vous connaissez des sites web de qualité traitant du thème abordé ici, merci de compléter l'article en donnant les références utiles à sa vérifiabilité et en les liant à la section « Notes et références ».

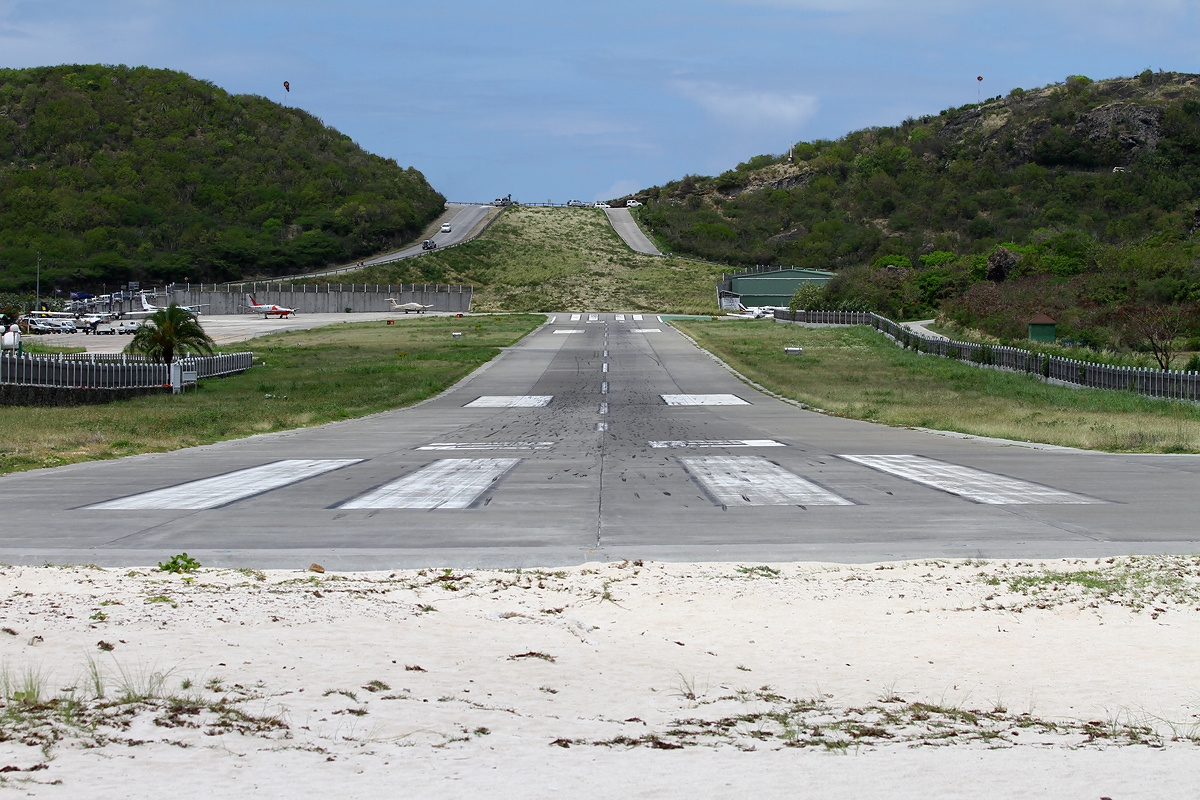
Une vue de la piste depuis la plage de Saint Jean.

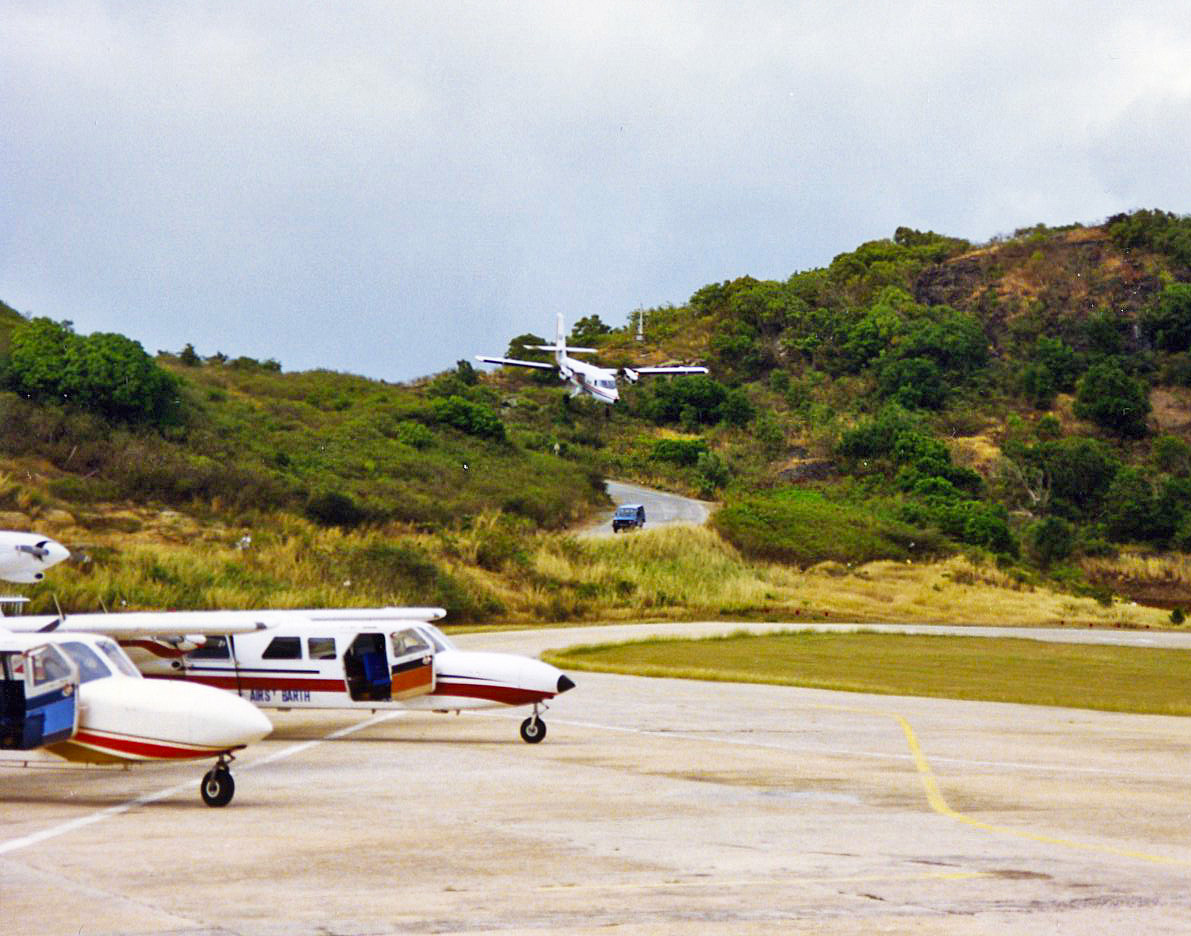
Un Twin Otter de la Winair (très probablement immatriculé PJ-WIH) venant atterrir à l'aéroport Gustaf III via l'approche difficile en colline de la piste 10 dans les années 1990. Notez que cette photo a été prise avant que la colline ne soit abaissée et que la route ne soit déplacée. Aujourd'hui, celle-ci est décalée plus à gauche et ne passe plus directement sous les trajectoires d'approche des avions.

L’aéroport de Saint-Barthélemy-Rémy-de-Haenen (anciennement aéroport Saint-Jean-Gustave-III - (IATA : SBH, OACI : TFFJ), également connu sous le nom d'aéroport de Saint-Barthélemy, aéroport Rémy-de-Haenen, parfois sous le nom d'aéroport de Saint-Jean ou encore aérodrome de St Jean, est un aéroport à usage public  de l’île de Saint-Barthélemy, dans les Petites Antilles. Il est situé à Saint-Jean, le plus grand village de l'île après Gustavia.
En raison de sa piste d'atterrissage très courte, de sa très grande proximité avec la circulation automobile sur une route voisine et de la nécessité d'un permis pour atterrir à l'aéroport, le documentaire Most Extreme Airports de la chaîne de télévision américaine History Channel l'a classé au troisième rang des aéroports les plus dangereux au monde, derrière l'Aéroport international de Toncontín au Honduras, et l'aéroport Tenzing-Hillary à Lukla au Népal. Malgré des vidéos sensationnelles et une intense couverture médiatique, l'aéroport est considéré par les experts comme extrêmement sûr et nécessite une certification spécialisée pour l'autorisation d'atterrir en raison de ses caractéristiques uniques.

## Aperçu
L'aéroport est desservi par de petits avions commerciaux régionaux et des charters. La plupart des avions en visite transportent moins de vingt passagers, comme le de Havilland Canada DHC-6 Twin Otter du constructeur de Havilland Canada, un spectacle courant dans le nord des Antilles. Le de Havilland Canada Dash 7 est le plus gros avion jamais autorisé à opérer à l'aéroport. Un Douglas DC-3 légèrement chargé a cependant réussi à atterrir à l'aéroport, ce qui en fait probablement le plus gros avion confirmé à atterrir à St Barth. Les avions les plus courants en service commercial aujourd'hui sont le Pilatus PC-12, le Cessna 208B Grand Caravan, le de Havilland DHC-6 Twin Otter et le Britten-Norman BN-2 Islander.

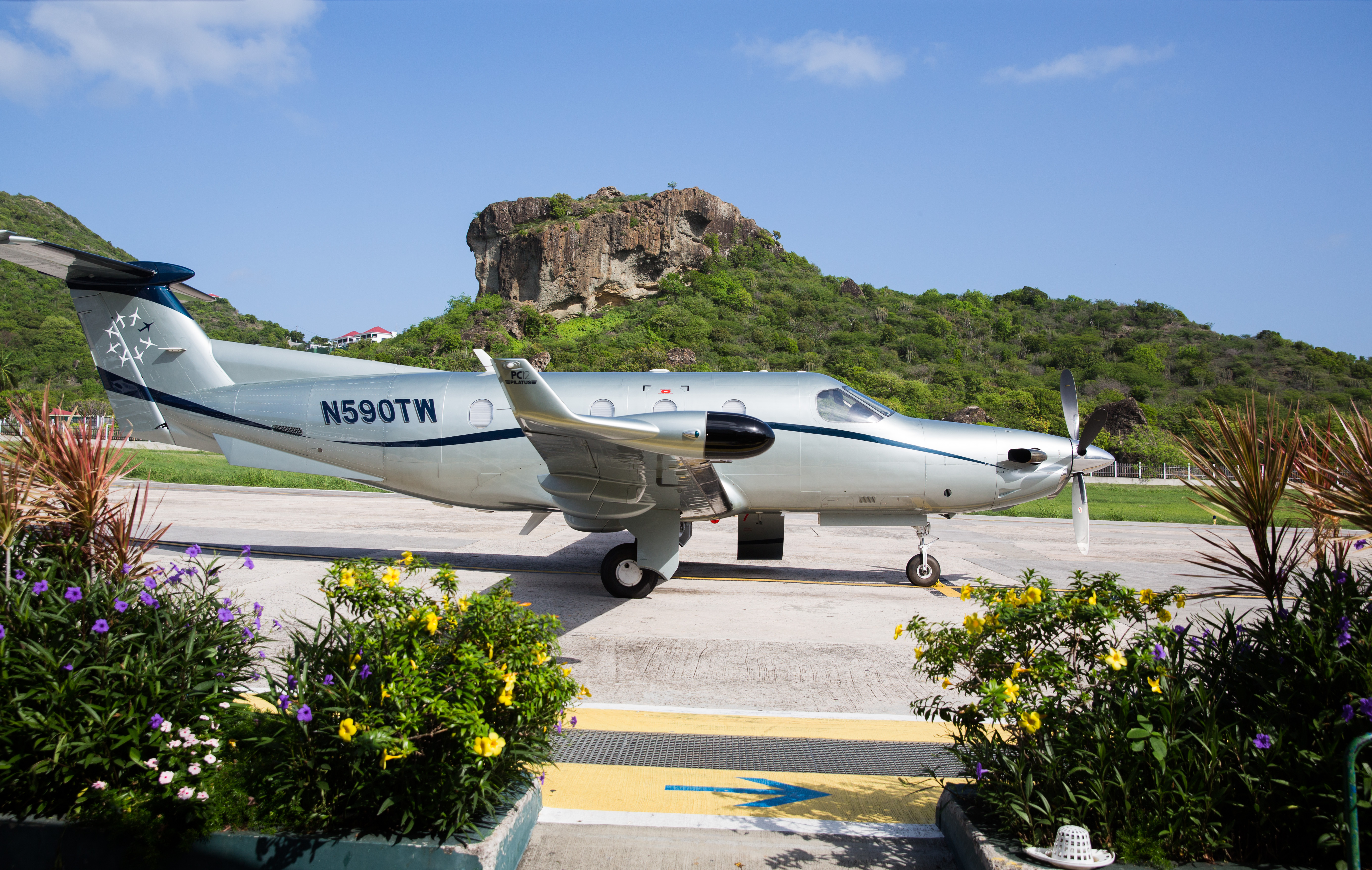
L'un des Pilatus PC-12 de Tradewind Aviation à Saint-Barthélemy.

La courte piste d'atterrissage se trouve au pied d'une pente douce se terminant directement sur la plage. La descente à l'arrivée sur la piste 10 est extrêmement raide au-dessus du rond-point au sommet d'une colline. Les avions au départ volent juste au-dessus de la tête des baigneurs, bien que de petits panneaux conseillent à ceux-ci de ne pas s'allonger directement au bout de la piste.

## Histoire
L'aéroport et la ville principale de l'île, Gustavia, portent le nom du roi Gustav III de Suède, sous lequel la Suède a obtenu l'île de la France en 1784 (avant d'être revendue à la France en 1878).
En 1946, l'aventurier franco-hollandais Rémy de Haenen pose pour la première fois un avion sur l'île, dans un terrain de savane où sera construit l'aéroport. À l'époque, la zone était utilisée comme pâturage pour les moutons.
En novembre 1984, le ministre suédois des Communications, Hans Gustafsson, inaugure le terminal de l'aéroport Saint-Jean-Gustave-III après avoir été totalement reconstruits afin d’apporter tout le confort possible aux voyageurs.
Entre 2003 et 2005, le sommet de la colline à l'extrémité de la piste 10 est abaissé et la route qui monte ce relief est déplacée plus à gauche (si l'on regarde la colline depuis l'aéroport) dans cette zone nouvellement dégagée. Cela signifie que les voitures ne sont plus obligées de rouler directement sous la trajectoire d'approche de la piste. Cette modification de la célèbre approche s'inscrit dans le cadre d'un renouvellement complet de l'aéroport qui avait abouti à sa fermeture pendant six semaines fin 2004.
En 2015, l’aéroport est rebaptisé « Rémy-de-Haenen », en hommage au pionnier de l’aviation dans les Caraïbes, devenu par la suite maire de Saint-Barth.

## Infrastructures et trafic

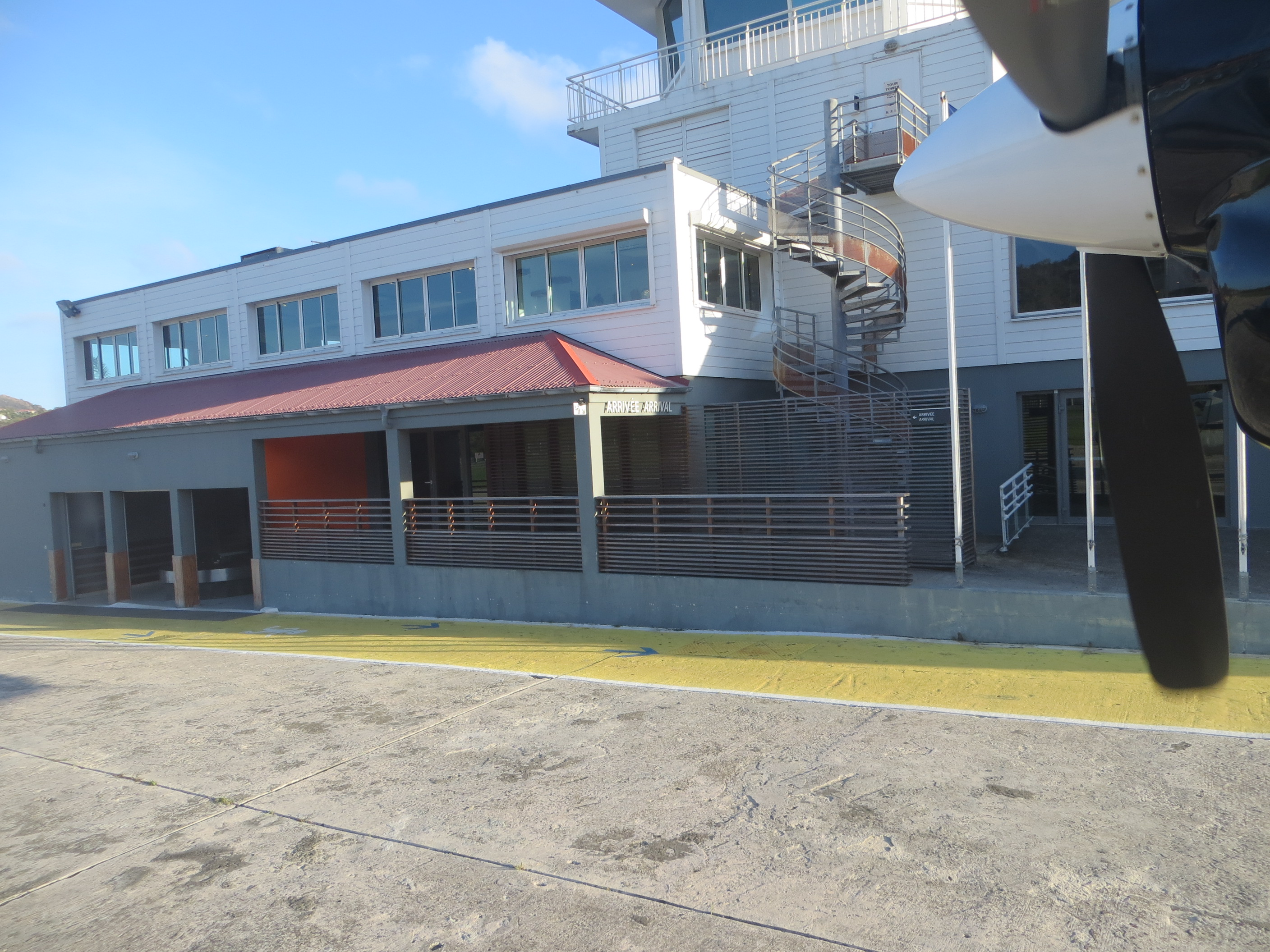
Le terminal de l'aéroport.

### Infrastructures
L’aéroport Rémy-de-Haenen possède un poste de contrôle de la police aux frontières géré par la gendarmerie nationale à l’intérieur de la salle d’arrivée et de livraison bagages.

### Trafic
| Année | Trafic,           |
| ----- | ----------------- |
| 1997  | 195 334 passagers |
| 1998  | 194 648 passagers |
| 1999  | 189 990 passagers |
| 2002  | 159 931 passagers |
| 2003  | 164 822 passagers |
| 2004  | 159 262 passagers |
| 2005  | 157 465 passagers |
| 2006  | 174 863 passagers |
| 2007  | 177 912 passagers |
| 2008  | 162 590 passagers |
| 2009  | 149 582 passagers |
| 2010  | 141 138 passagers |
| 2011  | 151 646 passagers |
| 2012  | 152 816 passagers |
| 2013  | 163 650 passagers |
| 2014  | 171 051 passagers |
| 2015  | 180 105 passagers |
| 2016  | 184 347 passagers |
| 2017  | 162 236 passagers |
| 2018  | 140 570 passagers |
| 2019  | 184 468 passagers |
| 2020  | 119 043 passagers |
| 2021  | 147 292 passagers |
| 2022  | 218 984 passagers |

1997 fut une année record pour l'aéroport de Saint-Barth qui vît passer près de 200 000 passagers.

### Pistes

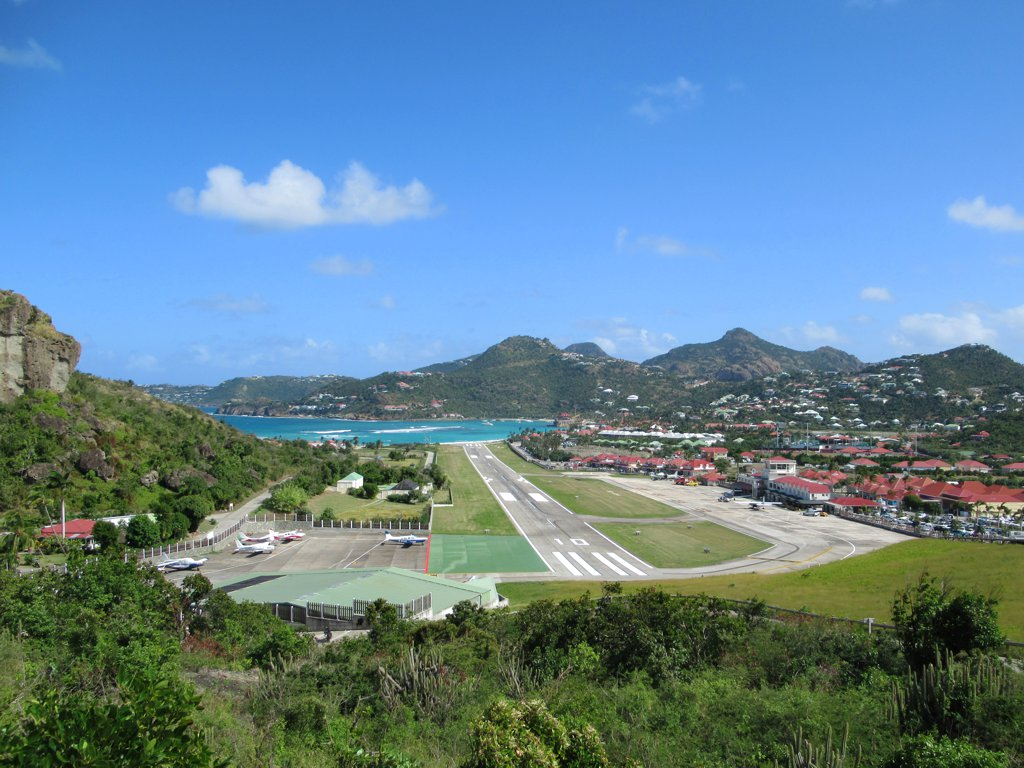
L'aéroport de Saint-Barthélemy-Rémy-de-Haenen est coincé entre une colline escarpée et la Baie de Saint-Jean.

Avec une piste qui donne d’un côté sur la mer et de l’autre sur la montagne, les deux approches sont très difficiles. L’atterrissage sur ces pistes nécessite une formation spéciale.

## Compagnies et destinations
L'aéroport, agrandi en 2004, n'est pas desservi directement depuis l'Europe en raison de la courte piste (646 mètres). Les compagnies St Barth Commuter et Winair joignent Saint-Barthélemy à partir de l'aéroport Princess Juliana à Sint Maarten. Ces vols avec des avions plus petits durent une dizaine de minutes. Le quadrimoteur de Havilland Canada DHC-7, un avion à décollage et atterrissage court pouvant accueillir jusqu'à 54 passagers, est le plus gros avion de passagers autorisé à atterrir à Saint-Barthélemy.

### Passager

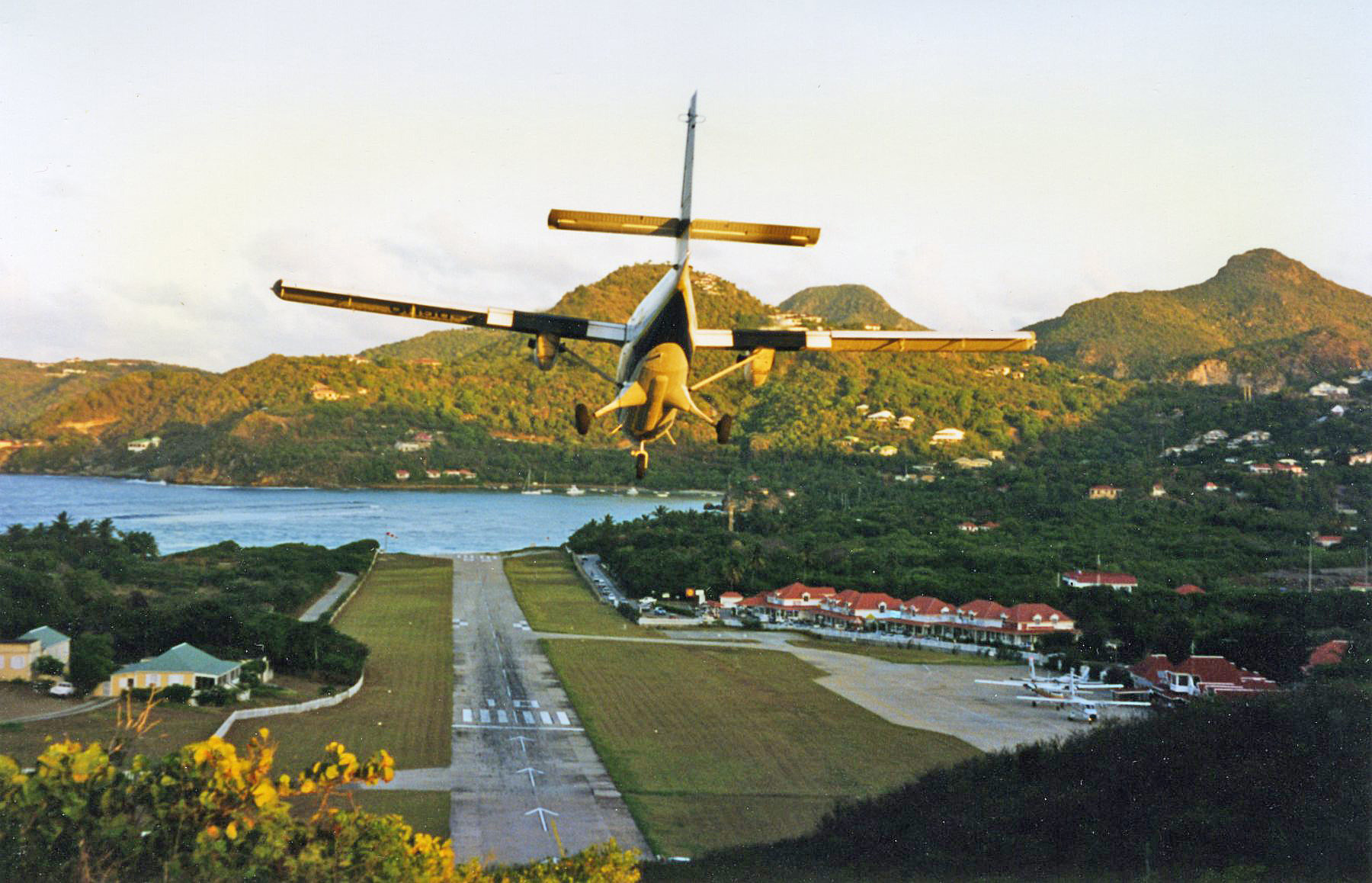

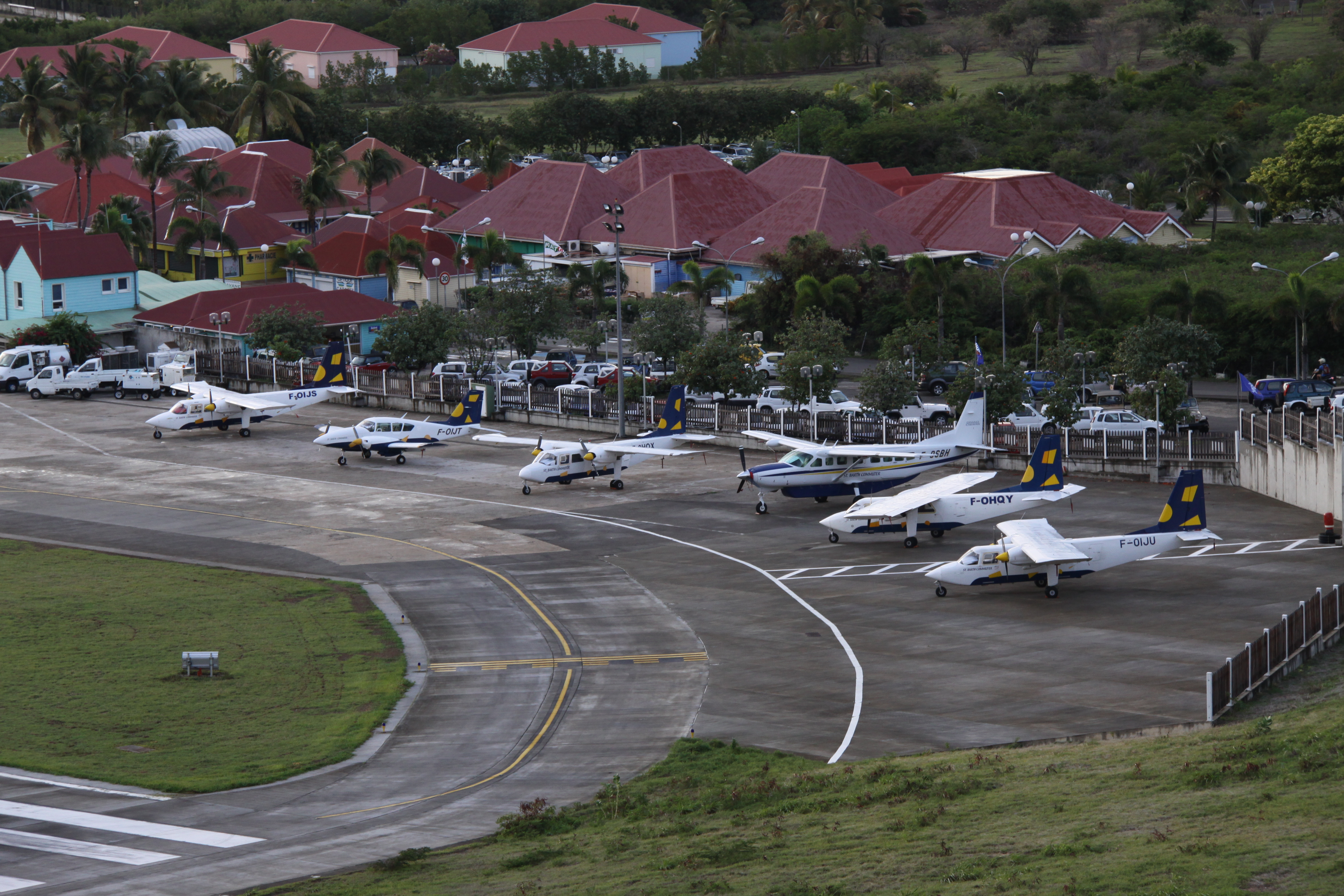
La flotte de la St Barth Commuter.

Les compagnies aériennes qui desservent l'aéroport Rémy-de-Haenen sont les suivantes : 
| Compagnie aérienne      | Destinations                                                                     |
| ----------------------- | -------------------------------------------------------------------------------- |
| St Barth Commuter       | 1. Pointe-à-Pitre 2. Antigua 3. Sint Maarten 4. Saint Martin                     |
| Air Antilles            | 1. Pointe-à-Pitre                                                                |
| Air Inter Iles          | 1. Pointe-à-Pitre                                                                |
| St Barth Executive      | 1. Pointe-à-Pitre 2. San Juan                                                    |
| Tradewind Aviation (en) | 1. Anguilla 2. Antigua 3. Saint-Thomas 4. San Juan                               |
| West Indies Helicopters | 1. Saint Martin 2. Sint Maarten 3. Anguilla 4. Antigua 5. Pointe-à-Pitre 6. Saba |
| Winair                  | 1. Antigua 2. Sint Maarten                                                       |

Édité le 19/10/2024
En plus de ces services réguliers, des compagnies charters comme Windward Express (en) et Trans Anguilla Airways proposent des vols à la demande vers et depuis Saint-Barth.

### Cargo
| Compagnies   | Destinations |
| ------------ | --- |
| DHL Aviation | Antigua, Antigua, Fort-de-France, Grenade, aéroport de Niévès (en), Point-à-Pitre, Sainte-Croix (Îles Vierges des États-Unis), Saint-Christophe, aéroport de Saint-Vincent (en), San Juan, Sint Maarten, aéroport de Tortola (en), Trinidad |

## Aéroport dangereux
Cet aéroport est réputé très dangereux car la piste est près d’une montagne, que le pilote doit survoler de 30 mètres avant de piquer pour se poser sur une piste très courte (646 m) se terminant au bord de la mer. En raison des conditions topographiques, les décollages vers les collines (piste 28) ne sont généralement pas autorisés. Seuls les petits avions de moins de 5,4 tonnes et les pilotes ayant validé une formation spéciale y sont accueillis.

### Accident
Le 24 mars 2001, à 20 h 28 min (UTC), un avion de la compagnie Air Caraïbes, le De Havilland Canada DHC-6-300 "Twin Otter", immatriculé F-OGES, effectuant le vol TX 1501 entre les îles de Saint-Martin et de Saint-Barthélemy, distantes de 35 km, alors qu'il est en approche finale au col de la Tourmente, part brusquement en virage à gauche à grande inclinaison, pique vers le sol et s'écrase  près de l'aéroport Gustaf III à proximité d'une maison qui s'embrase. De nombreux témoins, parmi lesquels des professionnels de l’Aviation Civile en exercice ou retraités, décrivent des positions et des mouvements du F-OGES permettant de reproduire en partie la phase terminale de vol : l'approche semble plus basse que celles qu’ils ont l’habitude de voir, puis l’avion part en virage à gauche et a piqué. La découpe faite par les ailes dans la végétation a permis de déterminer que l’avion a percuté le sol avec une assiette à piquer de l’ordre de 60° et une inclinaison à gauche. Le crash cause la mort des deux pilotes, des dix-sept passagers et du propriétaire de l'habitation.
Le 15 septembre 2006, la compagnie et son directeur des opérations aériennes sont jugés responsables de l'accident pour « violation manifestement délibérée », en l'espèce pour avoir associé un pilote et un copilote qui n'avaient, ni l'un ni l'autre, l'expérience suffisante pour piloter l'appareil.

## Galerie

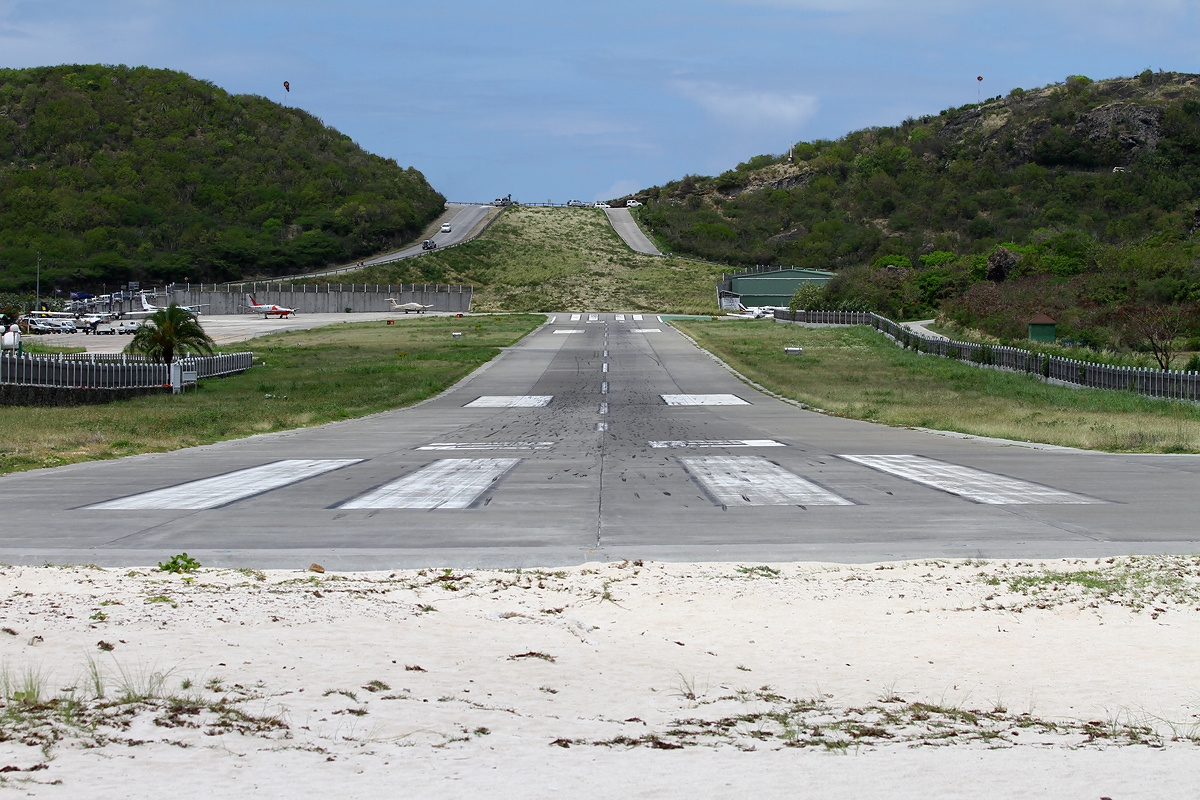
Piste d’atterrissage.
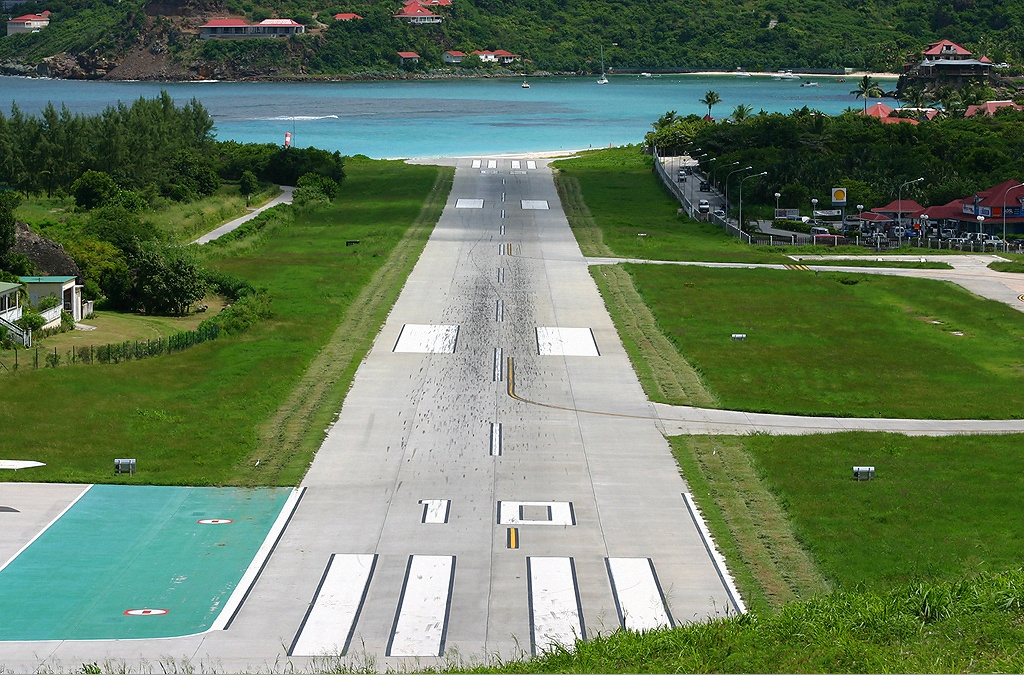
Piste d’atterrissage.
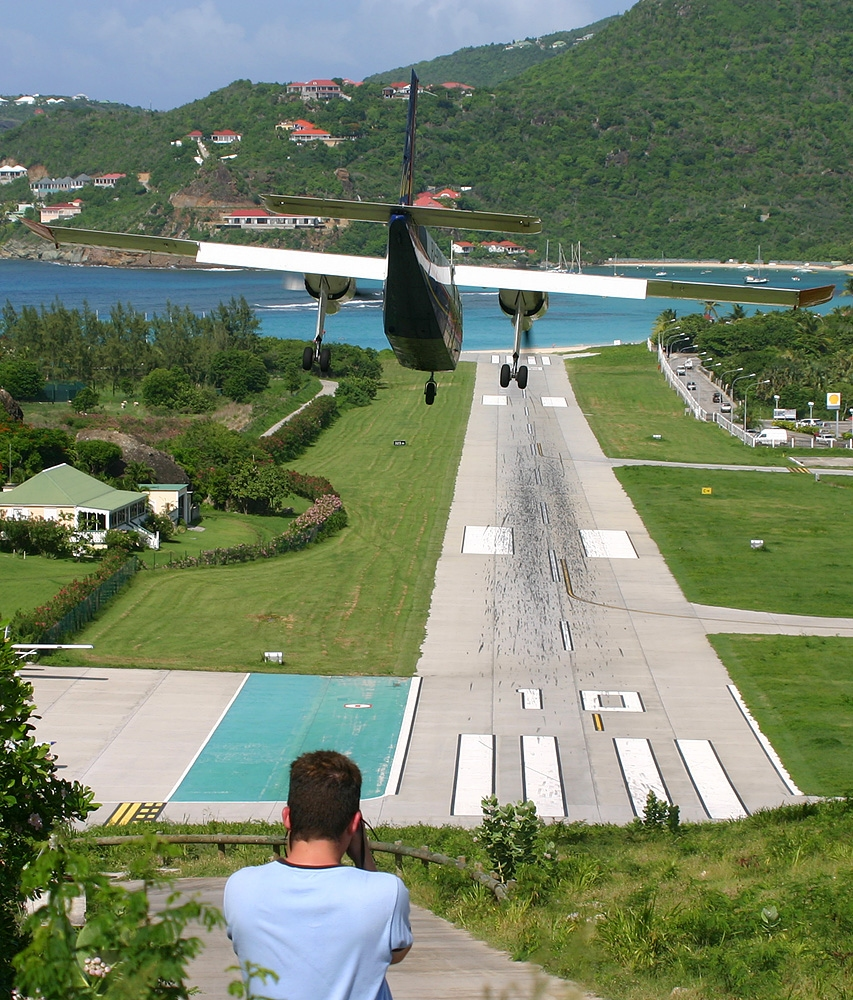
Britten-Norman BN-2A-26 Islander atterrissant.
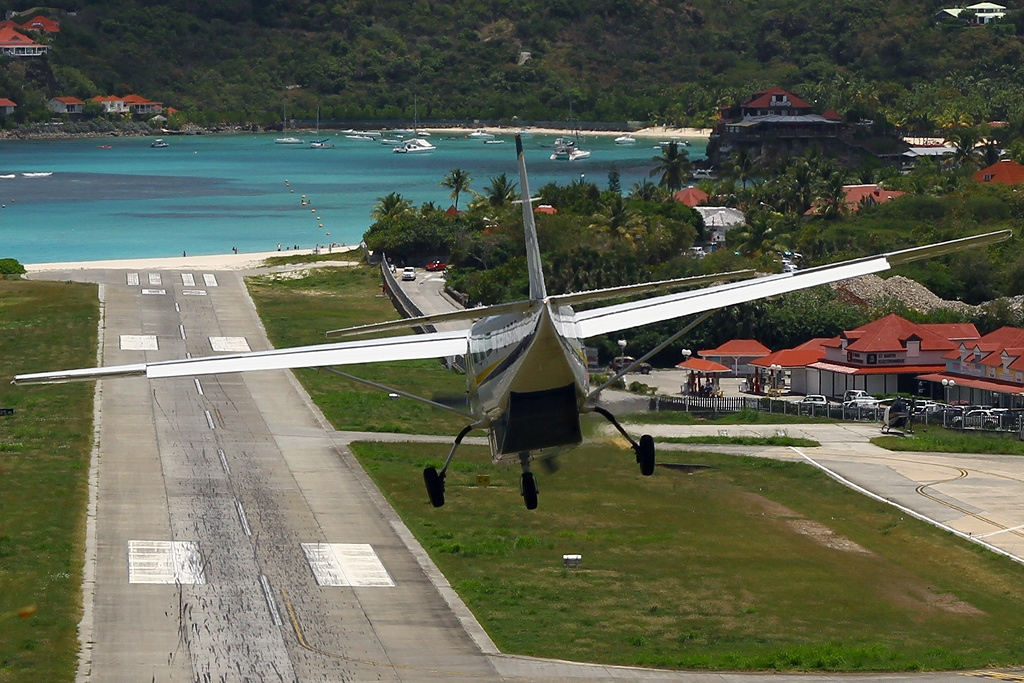
Cessna 208B Grand Caravan atterrissant.
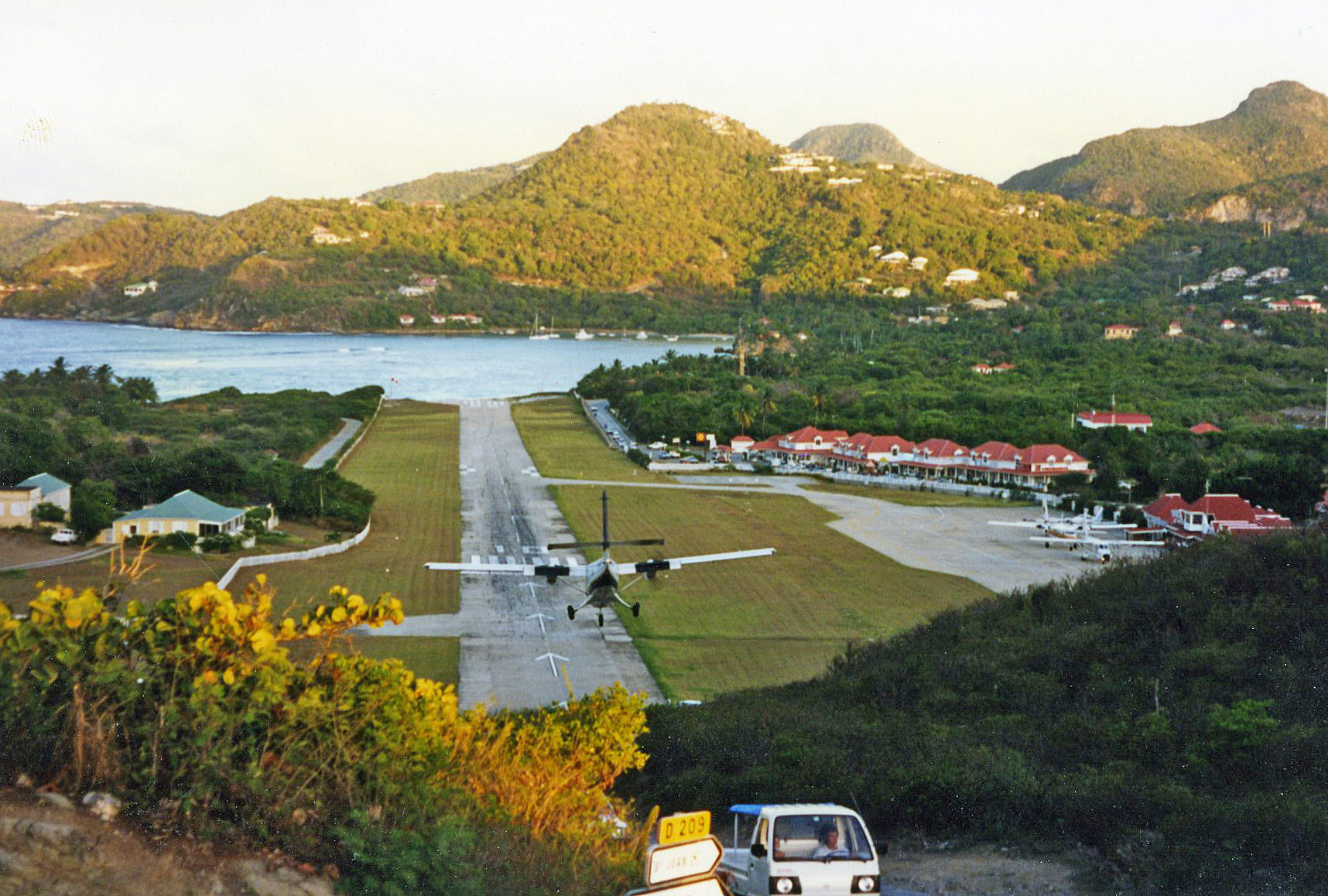
Avion en phase d'atterrissage au-dessus de la colline de la Tourmente.
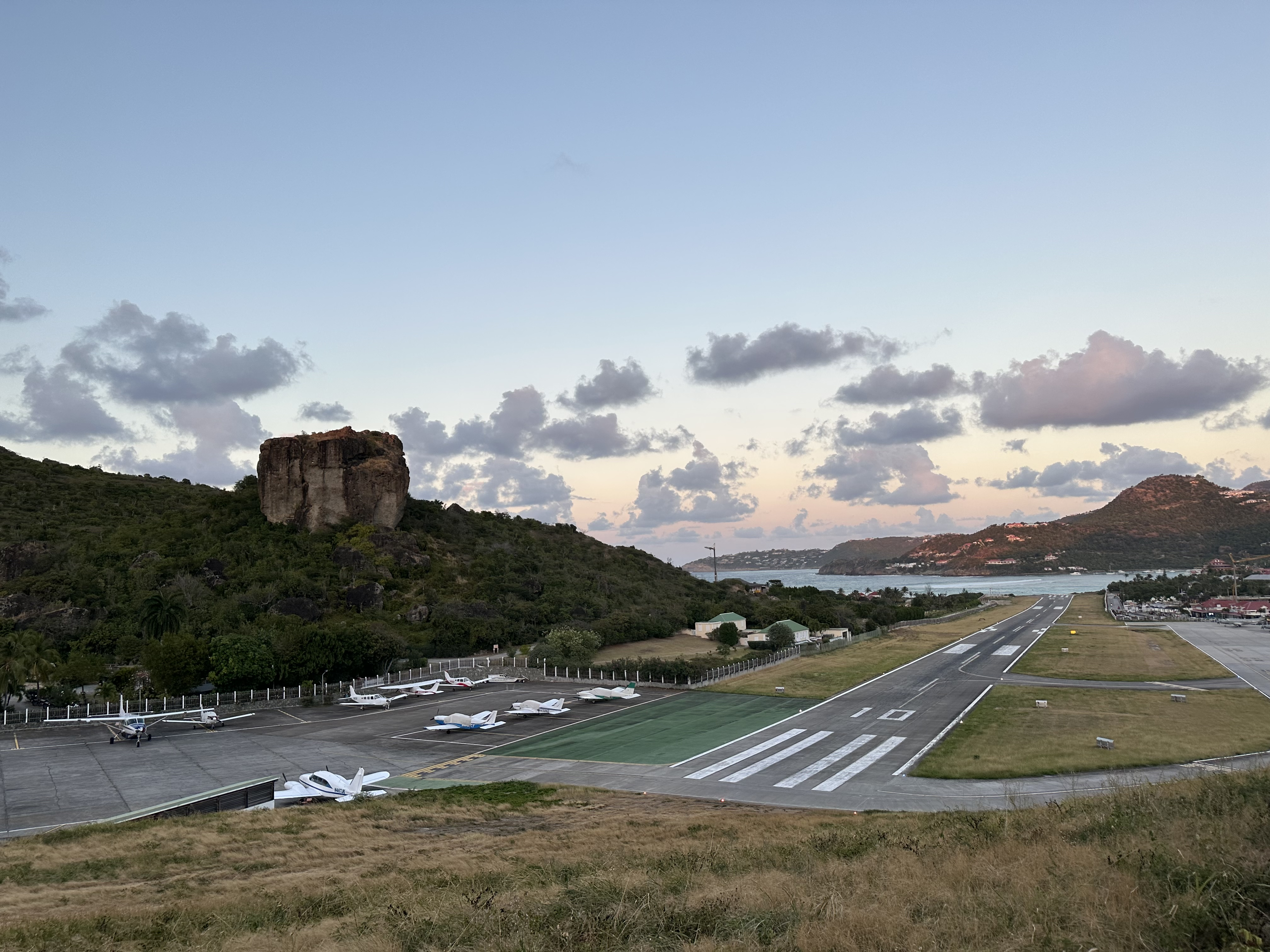
La piste avec vue sur le quartier Le Château à gauche.
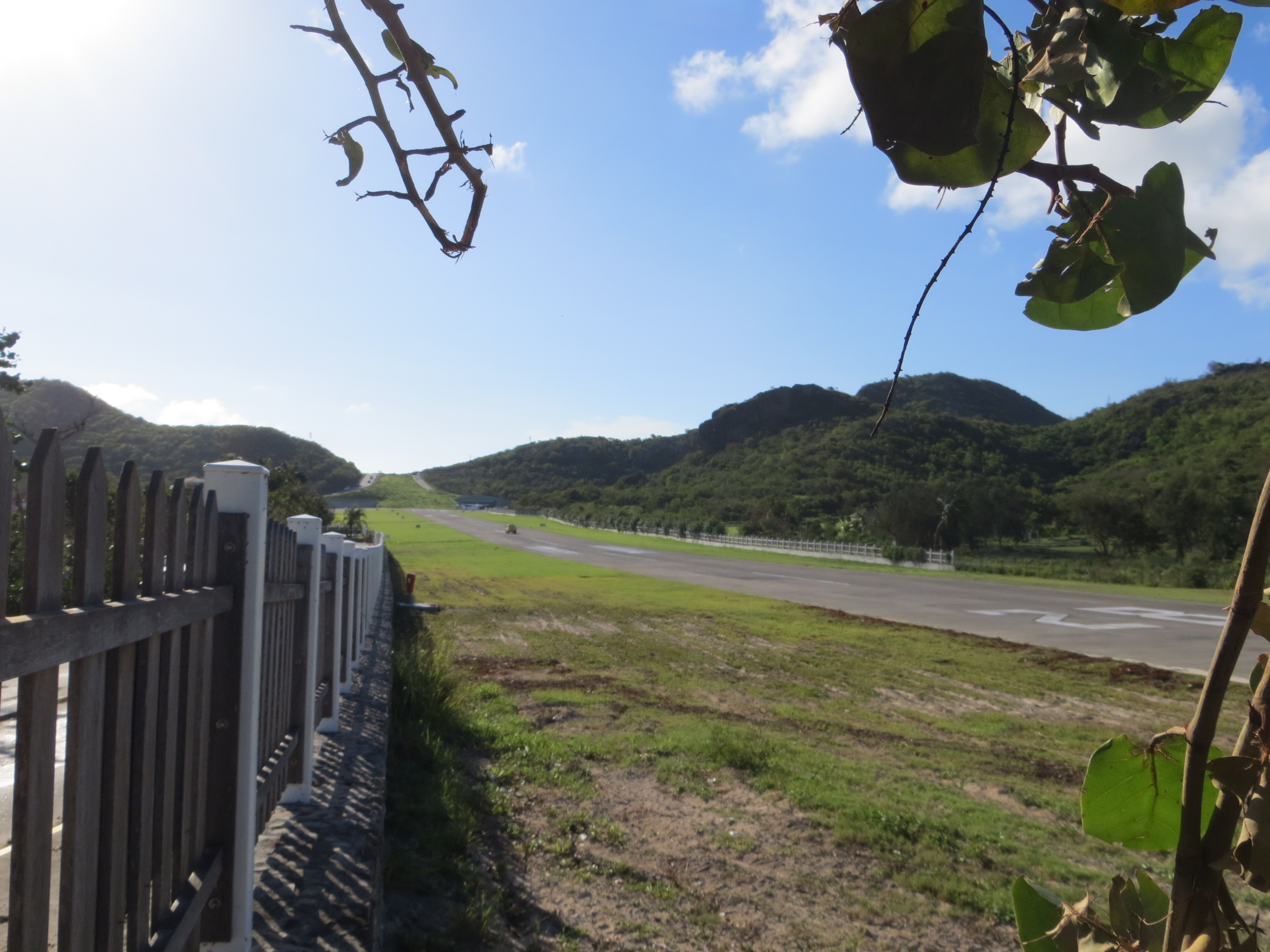
La piste vue depuis le bord de la plage de Saint-Jean.